# 中牟田俊男
中牟田 俊男（なかむた としお、1949年7月21日 - ）は、日本のシンガーソングライター、ギタリスト、作曲家であり、海援隊のメンバー。通称「ムーさん」。福岡県福岡市出身。

## 来歴・人物
西南学院大学在学中の1971年に武田鉄矢を誘い、海援隊を結成。1972年にデビューする。武田は福岡県立筑紫中央高等学校の同級生。1982年にグループを解散後、『IT（イット）』『プレーン・グラス』などのアルバムをリリースした。『IT（イット）』では、海援隊時代の曲「涙がらがら」や武田がソロで歌った「声援」などをセルフカヴァーしている。1993年に海援隊を再結成する。その後、海援隊と並行してのソロ活動を、東京の「四谷コタン」を中心に展開。（イベント名：「点景」）。「四谷コタン」は2016年12月に曙橋へ移転。毎月第3土曜日に「点景」が開催されている。
大学時代、武田ともう一人の高校の同級生の野田を誘い、ヤングラディーズ（後の海援隊）を結成する。アメリカンフォークを得意としていた。その後、海援隊はオリジナル曲を歌うことが中心となり、メンバーが激減、中牟田と武田のみとなるが、中牟田が千葉を誘い、海援隊は3人組としてデビューすることとなる。
海援隊では大ヒット曲の「人として」（『金八先生』第2シリーズ主題歌、千葉和臣と共作）や「あんたが大将」などを作曲することとなる。また、『3年B組金八先生』の主題歌では、歴代8シリーズの主題歌は千葉の作曲が多いが、第6シリーズの「まっすぐの歌」は中牟田の作曲であり、海援隊が一時解散期で武田がソロ名義でリリースした第3シリーズの「声援」も中牟田の作曲である。
2016年1月6日食道癌を発症し、入院している事が海援隊ホームページにて公表された。ホームページに掲載された武田のコメントによると、中牟田から報告があったのは昨年12月半ばで、1月に入院して治療にあたるという。武田は「数年前は私自身の病で中牟田を待たせたことがありますので、今度は私が待つ番だと前を向きました」と記すとともに、「しばらく中牟田のいない海援隊が続きますが、この事情と中牟田の思いを汲みおかれましてどうぞお待ち下さい」とファンに呼びかけている。
同年7月11日、博多座公演の第二部海援隊トーク＆ライブで仕事復帰を果たす。

## ディスコグラフィ
海援隊は、海援隊 (フォークグループ)#作品。

### シングル
| 発売日             | 面                 | タイトル                   | 作詞               | 作曲               | 編曲               | 規格               | 規格品番           |
| ポリドールレコード | ポリドールレコード | ポリドールレコード         | ポリドールレコード | ポリドールレコード | ポリドールレコード | ポリドールレコード | ポリドールレコード |
| ------------------ | ------------------ | -------------------------- | ------------------ | ------------------ | ------------------ | ------------------ | ------------------ |
| 1978年             | A                  | キャバレーナイト・ブルース | 武田鉄矢           | 中牟田俊男         | 佐孝康夫           | EP                 | DR-6251            |
| 1978年             | B                  | スケッチ                   | 武田鉄矢           | 中牟田俊男         | 海援隊             | EP                 | DR-6251            |
| 1980年             | A                  | 俺の人生真中あたり         | 武田鉄矢           | 中牟田俊男         | 若草恵             | EP                 | 7DX-1020           |
| 1980年             | B                  | 祈り                       | 武田鉄矢           | 中牟田俊男         | 佐孝康夫           | EP                 | 7DX-1020           |

### アルバム
| 発売日 | タイトル | レーベル         | 規格 | 規格品番   |
| ------ | --- | ---------------- | ---- | ---------- |
| 1991年 | it 1. 声援 2. さよならの思い 3. 話してほしい 4. Rock’n Rollを口ずさみ 5. 胸をこがして 6. 涙がらがら 7. 風に吹かれて 8. ないしょだよ 9. 心の家路 10. 命ぎりぎり 11. 家路 | テイチクレコード | CD   | SLPD-3001  |
| 1993年 | Plain Glass プレーングラス 1. 普通の朝 2. 春の嵐 3. 霧が晴れて 4. ここまでおいで 5. 冬の時代 6. 正しい酔っぱらい 7. おおかみよ 8. うら通り 9. 雨あがり 10. ゆれながら   | テイチクレコード | CD   | SICN-30003 |

### サウンドトラック
- 映画「刑事物語」シリーズ

## 楽曲提供
- おふろのチャップリン（『鉄矢のとんからりん』挿入歌）：ばあ菅井（菅井きん）とおとぎっ娘：作曲を担当
- エデンを遠く：鳥羽一郎：作曲を担当
- 一輪のデイジーを（ザ・シノハラステージング演劇作品『最前線のメリークリスマス』主題歌）：作曲を担当

## 出演
- Changeの瞬間 〜がんサバイバーストーリー〜 （2021年6月20日・27日、朝日放送ラジオ）[3]